# Airlogix
Airlogix (en ukrainien : Ейрлоджикс) est une société à responsabilité limitée ukrainienne qui fabrique des véhicules aériens sans pilote.
Le principal produit de la société est le véhicule aérien sans pilote GOR, qui a été développé sur la base des demandes de l’armée ukrainienne.

## Historique
La start-up Airlogix a été fondée en 2020, l’activité principale était liée au développement de drones commerciaux pour la livraison de fret médical. En 2022, après l’invasion de l'Ukraine par la Russie, la société a changé de politique, passant du développement de drones commerciaux à celui de drones de reconnaissance et de ciblage d’artillerie.
En juillet 2023, l’entreprise a reçu sa première commande de l’État ukrainien. La société a dévoilé le drone GOR à l’exposition internationale EDEX 2023 qui s’est tenue au Caire. L’entreprise est implantée dans la ville de Diïa.

## Produits
- Drone GOR (2022)[8]